# Daniel de Roulet

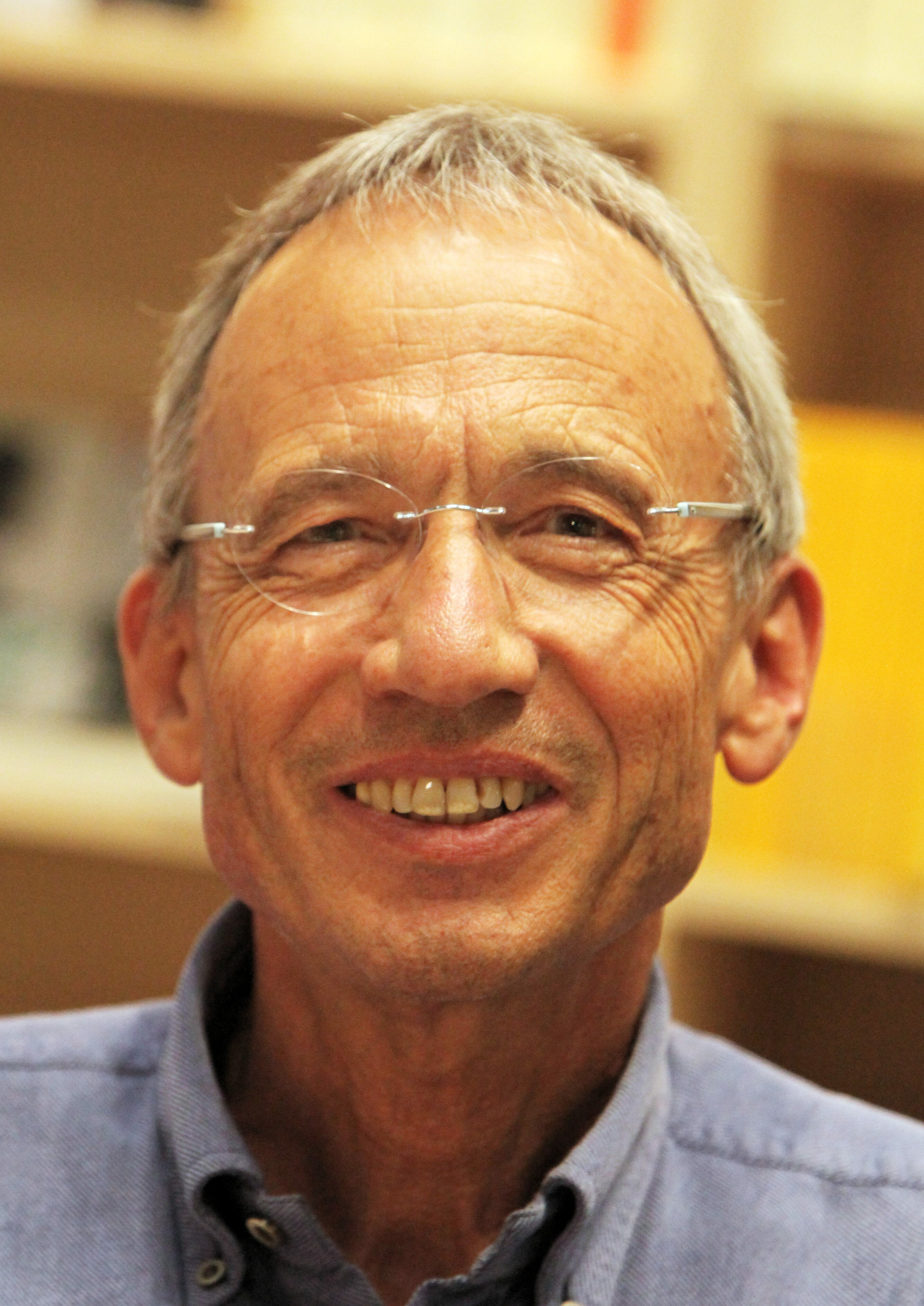
Daniel de Roulet (2011)

Daniel de Roulet (* 4. Februar 1944 in Genf) ist ein Schweizer Schriftsteller.

## Leben
De Roulet arbeitete lange Jahre als Architekt und Informatiker, seit 1997 widmet er sich ausschliesslich seiner schriftstellerischen Tätigkeit. Der in Frankreich lebende Autor ist Träger verschiedener Auszeichnungen aus Frankreich, der Schweiz (2003 Spycher: Literaturpreis Leuk) und den USA. Zahlreiche seiner Werke wurden ins Deutsche übersetzt. Es existieren auch Übersetzungen ins Englische, Niederländische und Italienische. Er ist Mitglied im Schweizer Autorenverband AdS.
Die meisten von de Roulets Romanen gehören zur «Simulation humaine» rund um eine schweizerisch-japanische Grossfamilie. Sie thematisieren das 20. Jahrhundert, im weiteren Sinn den Übergang der Weltgesellschaft aus der industriellen in die digitale Kultur mit allen kulturellen und politischen Folgen. Daneben gibt es eine Reihe von Werken, die als «Chroniques» nicht fiktional sind, so eine Art Autobiografie («Double») anhand der 3,3 Kilo schweren Akte, die die Schweizer politische Polizei in jahrelanger Überwachung zusammengetragen hatte.
Mediales Aufsehen hat de Roulet im März 2006 durch seinen literarischen Bericht Ein Sonntag in den Bergen erregt, in dem er sich zum bis zu diesem Zeitpunkt unaufgeklärten Brandanschlag auf das Chalet von Axel Springer bei Gstaad am 5. Januar 1975 bekennt. De Roulet begründet seine Tat damit, dass er damals geglaubt habe, Springer sei ein Nazi gewesen (was damals viele geglaubt haben, z. B. der spätere Springer-Biograf Michael Jürgs). Der Tenor der Buchbesprechungen war in der Schweiz mehrheitlich negativ, in Frankreich ausgesprochen positiv, ebenso mehrheitlich in Deutschland. Bemängelt wurde insbesondere die Naivität des jungen Daniel de Roulet, der aus «Liebe» ein Chalet anzündete, und dass er sich zuerst über die Verjährung der Tat versicherte, bevor er seinen Bericht veröffentlichte. Allerdings war die Tat schon lange vorher verjährt.

## Werke (in deutscher Sprache)
- Zählen Sie nicht auf uns. Paranoia City, Zürich 1986
- Die blaue Linie. Deutsch von Maria Hoffmann-Dartevelle. Limmat, Zürich 1996, ISBN 3-85791-269-3.[2]
- Mit virtuellen Grüssen! Deutsch von Maria Hoffmann-Dartevelle. Limmat, Zürich 1997, ISBN 3-85791-285-5.
- Double. Ein Bericht. Deutsch von Maria Hoffmann-Dartevelle. Limmat, Zürich 1998, ISBN 3-85791-323-1.
- Blaues Wunder. Deutsch von Maria Hoffmann-Dartevelle. Limmat, Zürich 1999, ISBN 3-85791-333-9.
- Blaugrau. Roman. Deutsch von Maria Hoffmann-Dartevelle. Limmat, Zürich 2001, ISBN 3-85791-366-5.
- Die Tänzerin und der Chemiker. Neun undisziplinierte Begegnungen zwischen Kunst und Wissenschaft. Frz./dt. Limmat, Zürich 2002, ISBN 3-85791-417-3.
- Ein Sonntag in den Bergen. Ein Bericht. Deutsch von Maria Hoffmann-Dartevelle. Limmat, Zürich 2006, ISBN 3-85791-505-6.
- Nach der Schweiz. 27 Porträts zur Metamorphose eines Nationalgefühls. Limmat, Zürich 2009, ISBN 978-3-85791-594-9.
- Fukushima mon amour. Brief an eine japanische Freundin. Deutsch von Maria Hoffmann-Dartevelle. Hoffmann und Campe, Hamburg 2011, ISBN 978-3-455-40352-7.
- Sturz ins Blaue. Roman. Deutsch von Maria Hoffmann-Dartevelle. Limmat, Zürich 2011, ISBN 978-3-85791-638-0.
- Kamikaze Mozart. Roman. Deutsch von Maria Hoffmann-Dartevelle. Limmat, Zürich 2013, ISBN 978-3-85791-711-0.
- Zehn unbekümmerte Anarchistinnen. Roman. Deutsch von Maria Hoffmann-Dartevelle. Limmat, Zürich 2018, ISBN 978-3-85791-839-1.
- Wenn die Nacht in Stücke fällt: ein Brief an Ferdinand Hodler. Deutsch von Barbara Traber. Limmat, Zürich 2019, ISBN 978-3-85791-872-8.
- Staatsräson. Roman. Aus dem Französischen von Yves Raeber, Limmat, Zürich 2021, ISBN 978-3-03926-019-5.[3][4]
- Durch die Schweiz. Wanderungen durch ein Land und seine Erzählungen. Deutsch von Maria Hoffmann-Dartevelle. Limmat, Zürich 2022, ISBN 978-3-03926-032-4.
- Die rote Mütze. Deutsch von Maria Hoffmann-Dartevelle. Limmat, Zürich 2024, ISBN 978-3-03926-066-9.